# Siek (Helmighausen)
Koordinaten: 51° 27′ 57″ N, 8° 55′ 10″ O
Siek ist eine Wüstung in der Gemarkung von Helmighausen in der nordhessischen Stadt Diemelstadt.

## Geographische Lage
Der Ort lag auf etwa 312 Meter über Normalhöhennull, südwestlich von Helmighausen.

## Geschichte
Der 1298 erstmals urkundlich erwähnte und bereits vor 1355 wüst gefallene Ort wird nur selten erwähnt und erschien anfangs in der Schreibweise Sike:
- Sike (1298) [HStAM Bestand Urk. 85 Nr. 2770]
- Sike (1304) [HStAM Bestand Urk. 85 Nr. 4940 = Urkunden zur Geschichte der Fürstenthümer Waldeck und Pyrmont, bearb. von Louis Curtze, o. J., Exemplar in der Dienstbibliothek des Hessischen Staatsarchivs Marburg, S. 12–16, Nr. 15]
- Sike (1305) [HStAM Bestand Urk. 85 Nr. 539 = Urkunden zur Geschichte der Fürstenthümer Waldeck und Pyrmont, bearb. von Louis Curtze, o. J., Exemplar in der Dienstbibliothek des Hessischen Staatsarchivs Marburg, S. 16–17, Nr. 16]
- Siek (1537) [HStAM Bestand 127 Nr. 5]

1298 gaben Abt Heinrich und der Konvent des Klosters Corvey ihre Zustimmung zu der Schlichtung des Streites zwischen den Ministerialen des Klosters Albert von Mühlhausen einerseits und seinen Schwestersöhnen Hermann von Hesperinghausen und Hugo von Allenhausen andererseits um Besitzungen in Hesperinghausen, Helmighausen, Swibrechtshausen, Riklingshausen und auf dem Sike. 1304 belehnte Graf Otto I. von Waldeck Johann und Hermann von Billinchusen und Albert von Mühlhausen und ihre Söhne und Töchter mit allen Gütern zu Hesperingshausen, Helmshausen, Riklingshausen, Swibrechtshausen und Sike, die ihnen durch Abt Heinrich und Prior Florentin von Corvey 1298 zugesprochen worden waren. 1355 verkauften Johannes und Udo von Billinghausen an Heinrich Bels eine Hufe auf der Flur der Sike des Dorfes Hesperinghausen.